# アルノール・イングヴィ・トラウスタソン
アルノール・イングヴィ・トラウスタソン（アイスランド語: Arnór Ingvi Traustason、1993年4月30日 - ）は、アイスランドのサッカー選手。IFKノルシェーピン所属。アイスランド代表。ポジションはMF。
2013年のウルヴァルステイルトでは最優秀若手選手に選ばれた。

## 経歴

### クラブ
2010年に17歳でKRケプラヴィークの選手となった。その後、ノルウェーのサンドネス・ウルフへのレンタル移籍を経験し、2013年にウルヴァルステイルトの最優秀若手選手となると、翌2014年にスウェーデンのIFKノルシェーピンに移籍。
2016年夏にオーストリア・ブンデスリーガのSKラピード・ウィーンに移籍した。2017年7月、AEKアテネFCにレンタル移籍した。
2018年2月9日、マルメFFに移籍した 。
2021年3月、MLSのニューイングランド・レボリューションに移籍した。

### 代表
アイスランド代表としてU-17代表、U-19代表、U-21代表のアンダー代表を経験した。U-21代表としてはUEFA U-21欧州選手権の予選に2013年度、2015年度の二回参戦した。
A代表初出場となったのは2015年11月13日にワルシャワ国立競技場で行われたポーランド代表戦であった。その後、ヘイミル・ハルグリムソン、ラーシュ・ラーゲルベック両監督の下、UEFA EURO 2016に挑むアイスランド代表のメンバー入りを果たした。6月22日に行われた同大会グループステージのオーストリア代表戦では決勝点を決め、チームの2-1の勝利及び決勝ラウンド進出を決めた。

## 代表歴

### 出場大会
- アイスランド代表
  - 2018 FIFAワールドカップ

### 試合数
- 国際Aマッチ 52試合 5得点（2015年-）[14]

| アイスランド代表 | 国際Aマッチ | 国際Aマッチ |
| 年               | 出場        | 得点        |
| ---------------- | ----------- | ----------- |
| 2015             | 2           | 0           |
| 2016             | 10          | 5           |
| 2017             | 3           | 0           |
| 2018             | 9           | 0           |
| 2019             | 8           | 0           |
| 2020             | 4           | 0           |
| 2021             | 4           | 0           |
| 2022             | 3           | 0           |
| 2023             | 9           | 0           |
| 2024             |             |             |
| 通算             | 52          | 5           |

### 得点
2016年6月22日現在
| No. | 日付           | 場所       | 対戦相手     | 得点 | 結果 | 大会           |
| --- | -------------- | ---------- | ------------ | ---- | ---- | -------------- |
| 1   | 2016年1月13日  | アブダビ   | フィンランド | 1–0  | 1–0  | 親善試合       |
| 2   | 2016年3月24日  | ヘアニング | デンマーク   | 2-1  | 2-1  | 親善試合       |
| 3   | 2016年3月29日  | ピレウス   | ギリシャ     | 2-1  | 2-3  | 親善試合       |
| 4   | 2016年6月22日  | サン＝ドニ | オーストリア | 2–1  | 2–1  | UEFA EURO 2016 |
| 5   | 2016年11月15日 | タ・アーリ | マルタ       | 0-1  | 0-2  | 親善試合       |

## タイトル
IFKノルシェーピン
- アルスヴェンスカン: 2015[17]